# لوپان، برن
شهر لوپان در بخش لوپان در ایالت برن در کشور سوئیس واقع شده‌است که ۲٬۷۰۰ نفر  جمعیت دارد.